# Palacio de San Cristóbal
El Palacio de San Cristóbal también conocido como Palacio Imperial de San Cristóbal, Palacio Real (1810-1822) o Palacio Imperial (1822-1889), es un palacio localizado en la Quinta de Boa Vista en el Barrio Imperial de San Cristóbal, Río de Janeiro, Brasil. Sirvió como residencia oficial para la Familia Real Portuguesa y después para la familia imperial brasileña hasta 1889, cuando el país se convirtió en una república a través de un golpe militar que depuso al emperador Pedro II. El palacio sirvió brevemente como edificio público del gobierno provisorio para albergar a la asamblea constituyente de la primera constitución republicana. Albergaba la mayor parte (92,5%) de las colecciones del Museo Nacional de Brasil, que, junto con el edificio, fueron en gran parte destruidas por un incendio el 2 de septiembre de 2018.
A lo largo del tiempo, el Palacio de San Cristóbal, que alberga hoy el Museo Nacional, sufrió diversas transformaciones como la ampliación del palacio hecha por Pedro II en 1850. Ahí él vivió durante mucho tiempo, haciendo de este edificio testigo de varios momentos importantes de la historia brasileña.

## Antecedentes

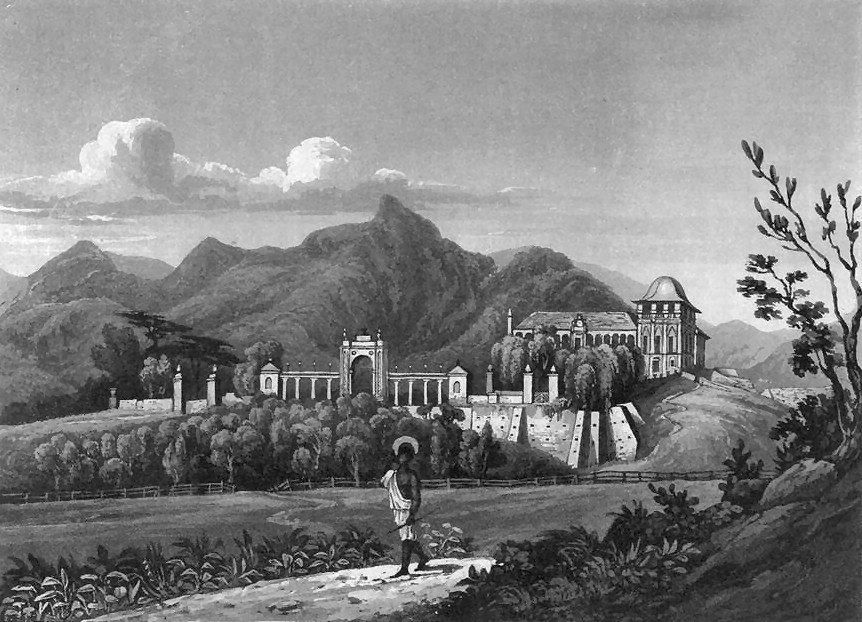
Vista del Palacio alrededor de 1820, antes de la reforma neoclásica. El edificio tenía un único torreón.

En los siglos XVI y XVII, el área donde actualmente se ubica la Quinta era parte de varias haciendas de los jesuitas en los alrededores de la ciudad de Río de Janeiro, llamadas "São Cristóvão", "Engenho Velho" y "Engenho Novo". Pero en el año de 1759, se decretó la expulsión de los jesuitas de Portugal y todas sus colonias. Las haciendas y todas sus propiedades fueron subdivididas en grandes chacras y adquiridas por particulares.
A inicios del siglo XIX, cuando llegó la familia real a Brasil en 1808, el área llamada Quinta de Boa Vista, un tanto distante del centro de la ciudad, pertenecía a un rico comerciantes portugués llamado Elías Antônio Lopes, que había hecho construir, hacia 1803, una casona sobre una colina, desde la cual se tenía una bonita vista de la bahía de Guanabara – lo que dio origen al actual nombre de la quinta.

## Residencia Real

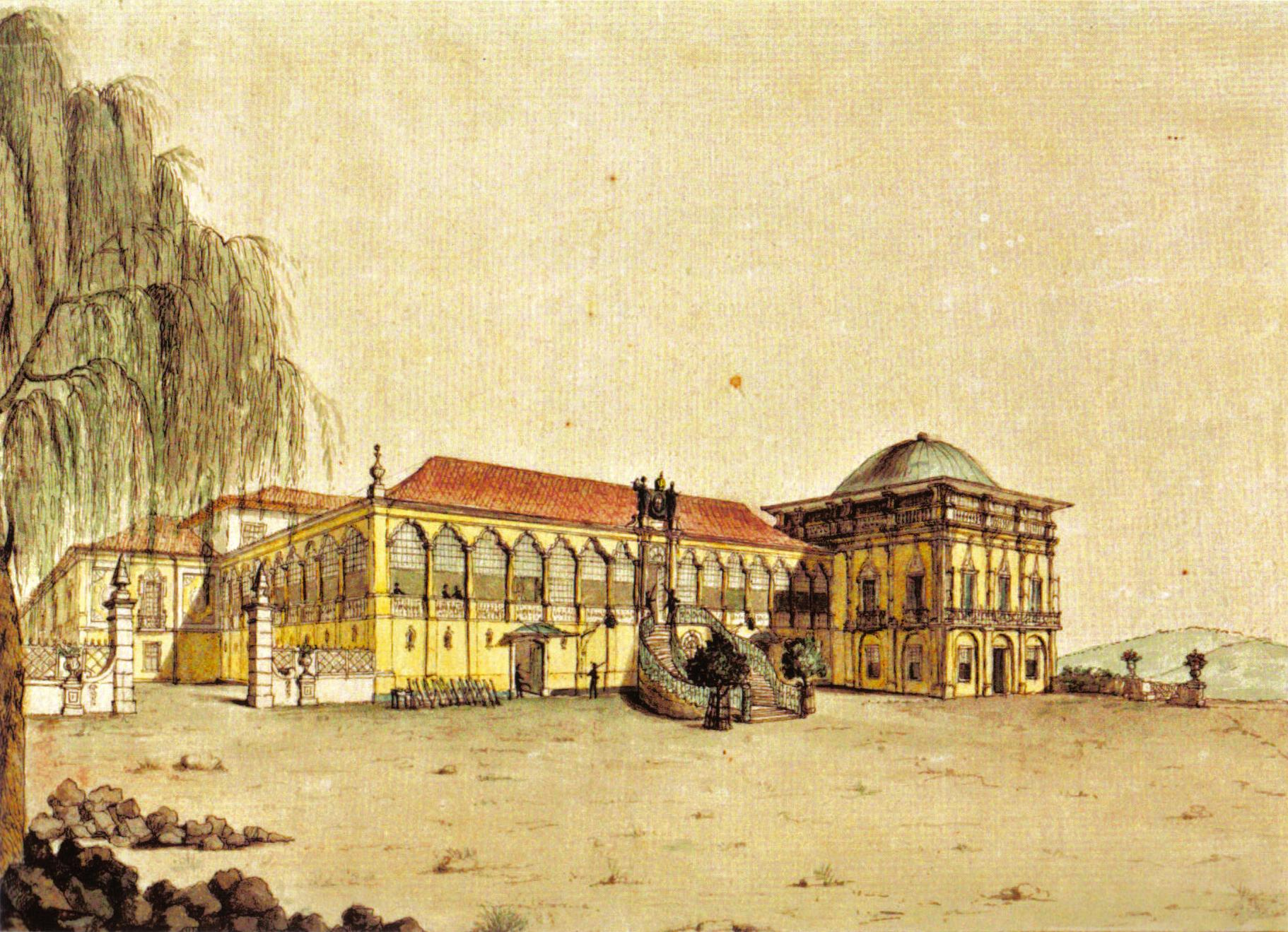
Vista del Palacio Real durante el reinado de Juan VI, 1817.

Dada la carencia de espacios residenciales en Río, y ante la llegada de la familia real portuguesa en 1808, Elías donó su propiedad al príncipe regente Juan María de Braganza para transformarlo en la residencia real. Fue un movimiento estratégico de Elías ya que, siendo conocido por tener la mejor casa de la ciudad y al ofrecer tal tesoro al príncipe regente, fue recompensado con otras propiedades, condecoraciones y dinero.
Esta casa era extraordinariamente grande para un soltero pero pequeña para servir como residencia de un soberano. Se debe notar que en 1803, cuando se le preguntó a este Elías por qué razón edificaba una casa de ese tamaño, respondió (tal vez con base en ciertas profecías que el pueblo supersticioso debía hacer por aquella época) que era para servir de residencia del príncipe regente de Portugal, y en efecto, en 1808 la ofreció al príncipe, quien la aceptó.

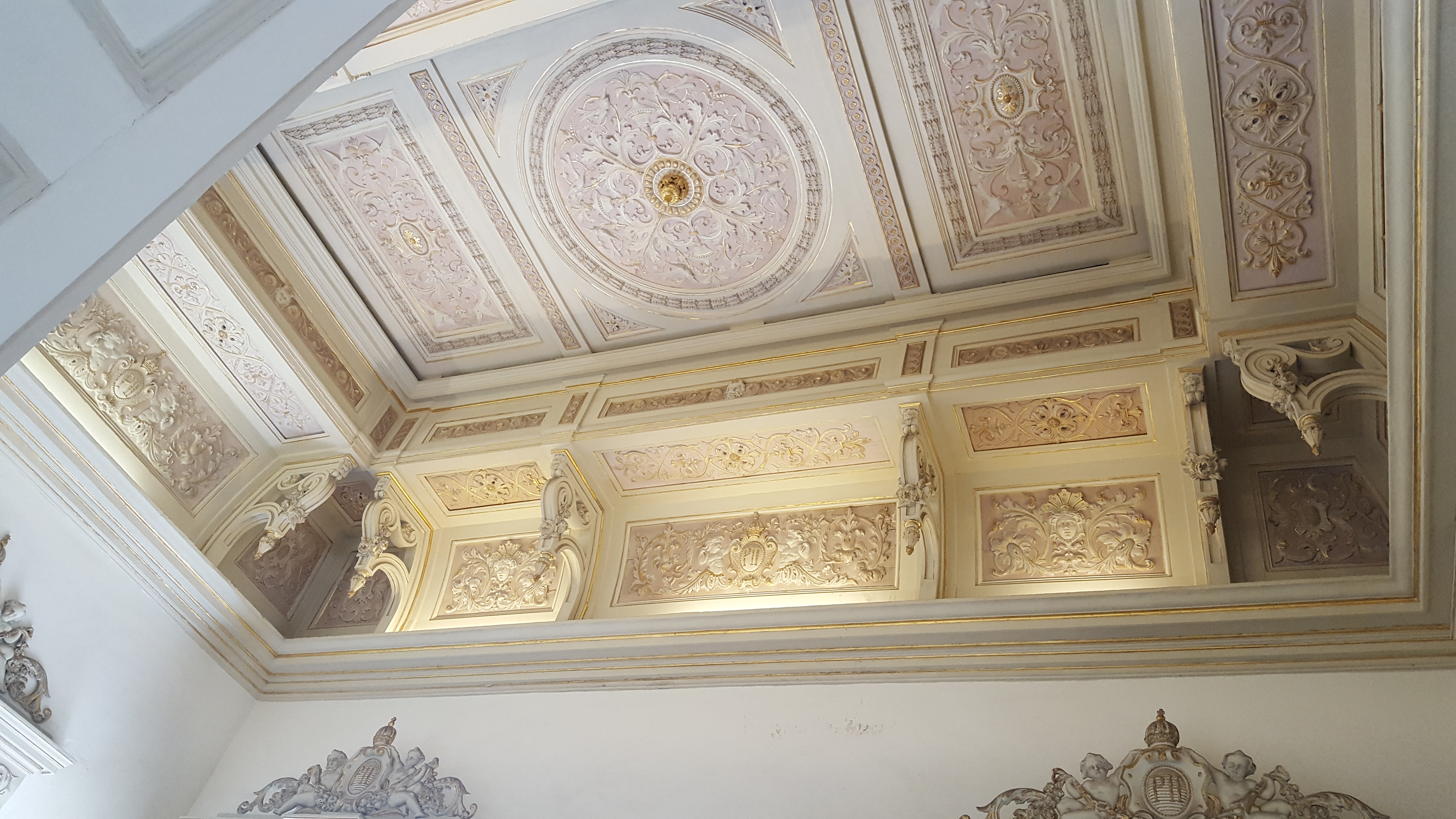
Detalle del techo de una de las salas del palacio imperial.

En esa época, el área de la quinta aún estaba cercada por mangles y la comunicación por tierra con la ciudad era complicada. Luego, los tramos inundables fueron rellenados y los caminos de tierra mejorados. el nombre del lugar, Quinta de Boa Vista, hacía justicia al escenario que se mostraba ahí. Al frente de la casona era posible ver el mar, en uno de sus lados, el cerro del Corcovado y el bosque de Tijuca.
Para acomodar a la familia real, la casona - a pesar de grande y cómoda - necesitó ser adaptada. La reforma más importante se inició en la época de las nupcias del príncipe Pedro con la archiduquesa María Leopoldina de Austria en 1816, extendiéndose hasta 1821. Se encargó el proyecto al arquitecto inglés John Johnston, que, además de la reforma del palacio hizo instalar un portó monumental en su entrada, regalo de matrimonio del general Hugh Percy, 2.º duque de Northumberland. El portón, inspirado en el pórtico de Robert Adam para la Sion House, residencia de aquel noble en Inglaterra, está moldeado en una especie de terracota denominada Coade stone, fabricada por la empresa inglesa Coade & Sealy.
Declarado como patrimonio cultural por el Instituto del Patrimonio Histórico y Artístico Nacional, ese portón se encuentra actualmente destacado como entrada principal del jardín zoológico de Río de Janeiro, en las dependencias de la Quinta. 
Es de destacar la línea arquitectónica de este palacio en semejanza cercana a la del Palacio de Ajuda en Lisboa, inconcluso debido a las invasiones francesas y al traslado de la corte para Brasil y más tarde por la victoria del liberalismo en Portugal, obteniendo la Quinta de Boa Vista el relevo merecido como nueva capital del Reino Unido de Portugal, Brasil y Algarbes y del Imperio portugués.

## Residencia Imperial

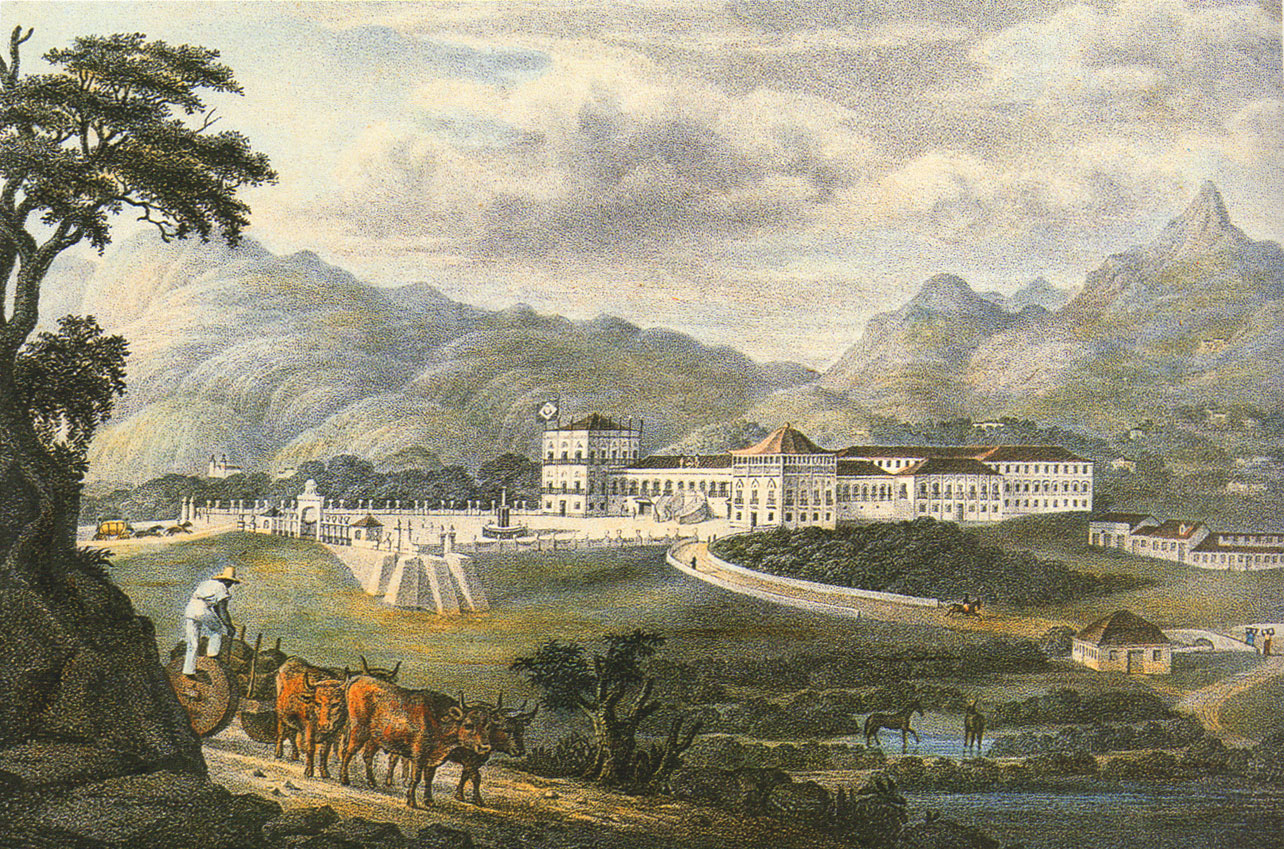
Pintura del Palacio Imperial, 1835, 1840

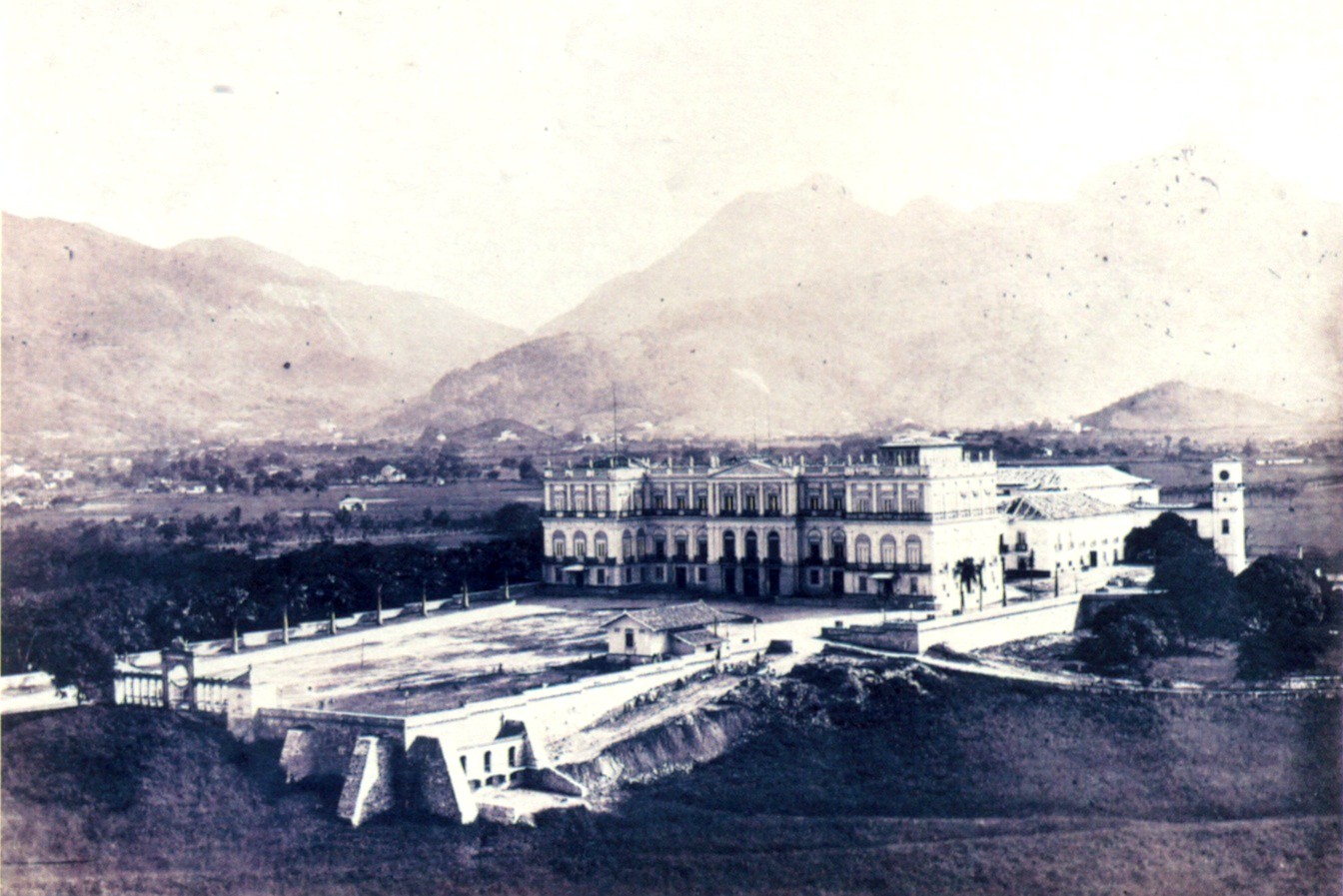
El Palacio Imperial luego de la remodelación neoclásica, 1862

Con la Independencia de Brasil, Pedro I encargó las obras del ahora Palacio Imperial al arquitecto portugués Manuel da Costa (1822-1826), posteriormente substituido por el francés Pedro José Pézerát (1826-1831), acreditado como autor del proyecto en estilo neoclásico del edificio.
El Palacio, que tenía apenas un torreón en el lado norte de su fachada principal, obtuvo otro simétrico en el lado sur y un tercer piso comenzó a construirse sobre los dos ya existentes. Las obras fueron continuadas a partir de 1847 por el brasileño Manuel de Araújo Porto-Alegre, que armonizó las fachadas del edificio, seguido por el alemán Theodor Marx (1857 y 1868). Entre 1857 y 1861 el pintor italiano Mario Bragaldi decoró varios de los aposentos interiores.
Luego del matrimonio en 1817, Pedro I y la emperatriz Leopoldina, pasaron a vivir en el palacio. Allí nacieron la futura Reina de Portugal, María II (4 de abril de 1819), nacida como Maria da Glória de Bragança, princesa de Beira, luego princesa imperial de Brasil, y el futuro emperador de Brasil, Pedro II (2 de diciembre de 1825). También falleció ahí, en 1826, la emperatriz María Leopoldina.
Cercano a la Quinta, en una casona obsequiada por Pedro I, vivía Domitila de Castro Canto e Melo, la Marquesa de Santos, favorita del emperador, con quien tuvo varios hijos ilegítimos. En la casona, hoy, funciona el Museo del Primer Reinado.
En la Quinta creció, fue educado y vivió Pedro II. Entre las reformas que este emperador emprendió en la propiedad se cuentan las enormes obras de embellecimiento de los jardines, ejecutadas hacia 1860, con un proyecto del paisajista francés Auguste François Marie Glaziou. Muchas de las características originales de esos jardines permanecen hasta los días actuales como la Alameda de las Sapucaias, un lago donde hoy se puede navegar con botes a pedales y otro donde hay una gruta artificial donde se pueden alquilar canoas a remo. 
En el palacio nació, el 29 de julio de 1846, la Princesa Isabel, hija de Pedro II y la emperatriz Teresa Cristina.

## Actualidad

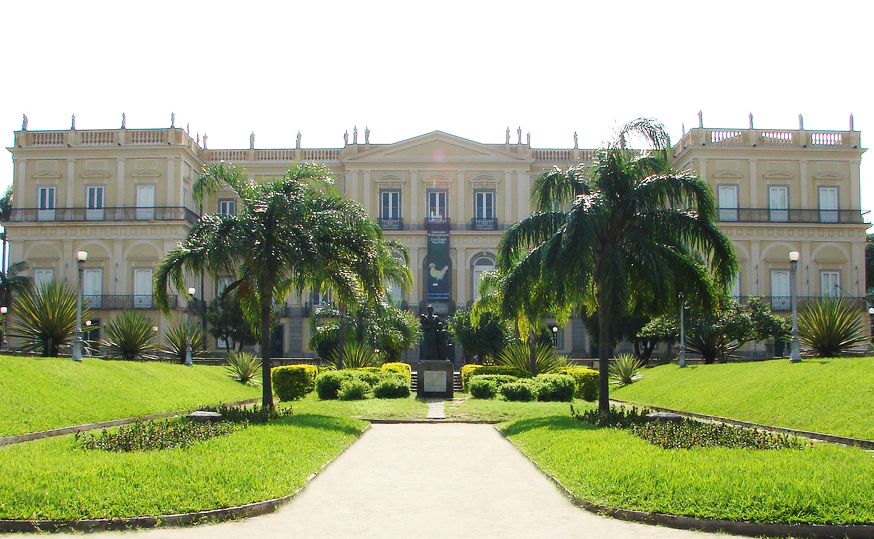
El palacio en la actualidad

Actualmente, allí funciona un parque municipal que alberga el jardín zoológico de Río de Janeiro (con el Museo de la Fauna) y, en el antiguo palacio, el Museo Nacional. El edificio del palacio, mantenido durante décadas en pésimo estado de conservación por la Universidad Federal de Río de Janeiro, fue blanco de denuncias en la prensa sobre el riesgo de pérdida del patrimonio arquitectónico y de amenaza al acervo que estaba en su interior. Recientemente, fueron realizadas algunas intervenciones en la fachada monumental y reparaciones de emergencia en partes del tejado. Sin embargo, un incendio surgido en el tercer piso del museo, la noche del 2 de septiembre del 2018, confirmó las peores expectativas y destruyó casi la totalidad del palacio, del que quedó sólo la fachada. Del acervo del Museo, evaluaciones preliminares realizadas al día siguiente a la tragedia dieron cuenta de la pérdida de más del 90% del acervo compuesto originalmente por cerca de 20 millones de piezas, lo que constituye la mayor catástrofe cultural de Brasil.

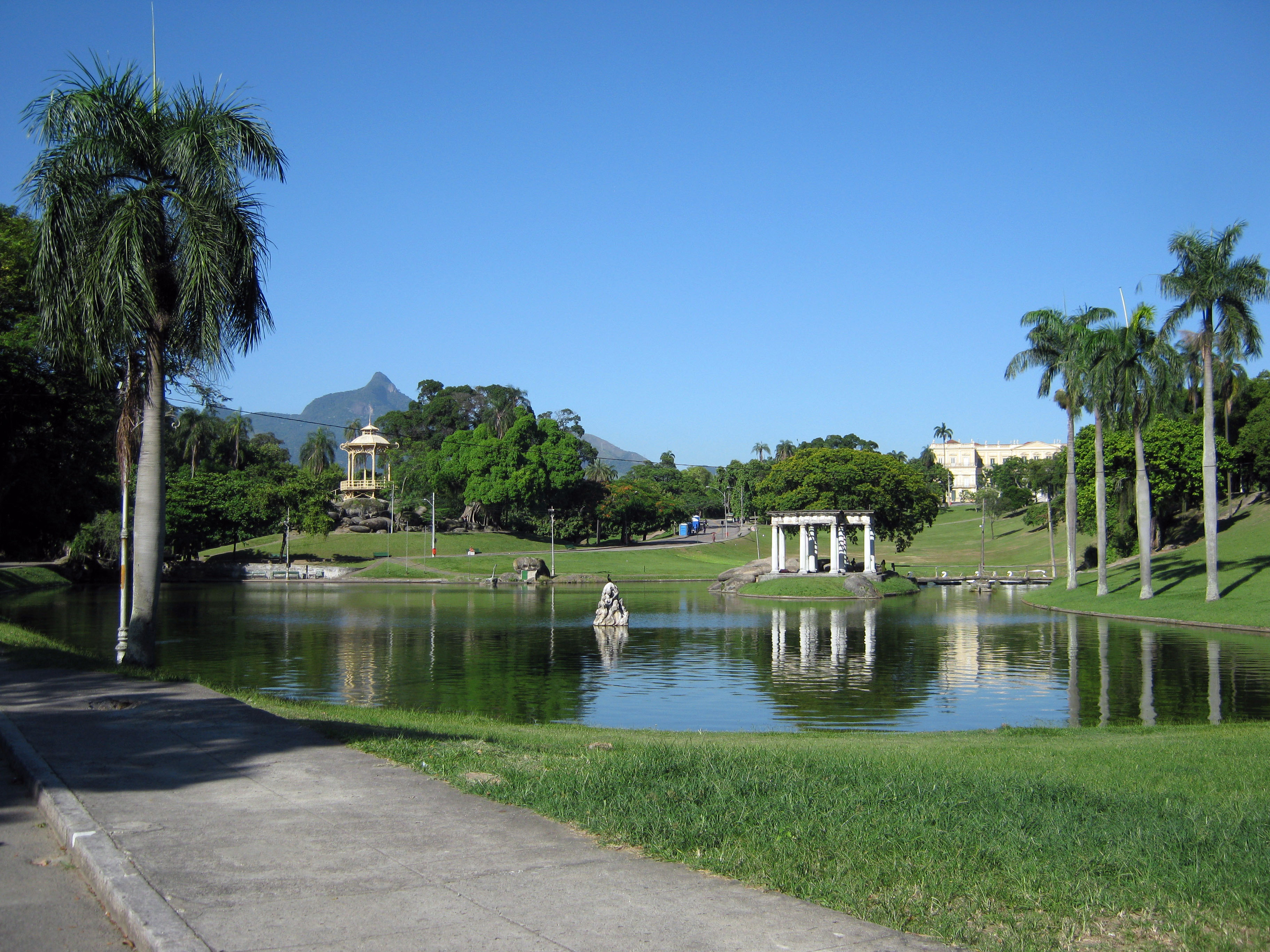
Quinta da Boa Vista

En los jardines, el proyecto original de Glaziou también viene siendo destruido con la siembra de árboles de diversas especies sobre los gramados de la quinta por parte de la alcaldía de la ciudad sin que hayan estudios históricos o paisajísticos para su implantación, descaracterizando el parque. Además de algunos monumentos depredados, como el monumento en homenaje al centenario del natalicio de Pedro II en frente al palacio, cuyas inscripciones se encuentran muy deterioradas.